# Sticometria

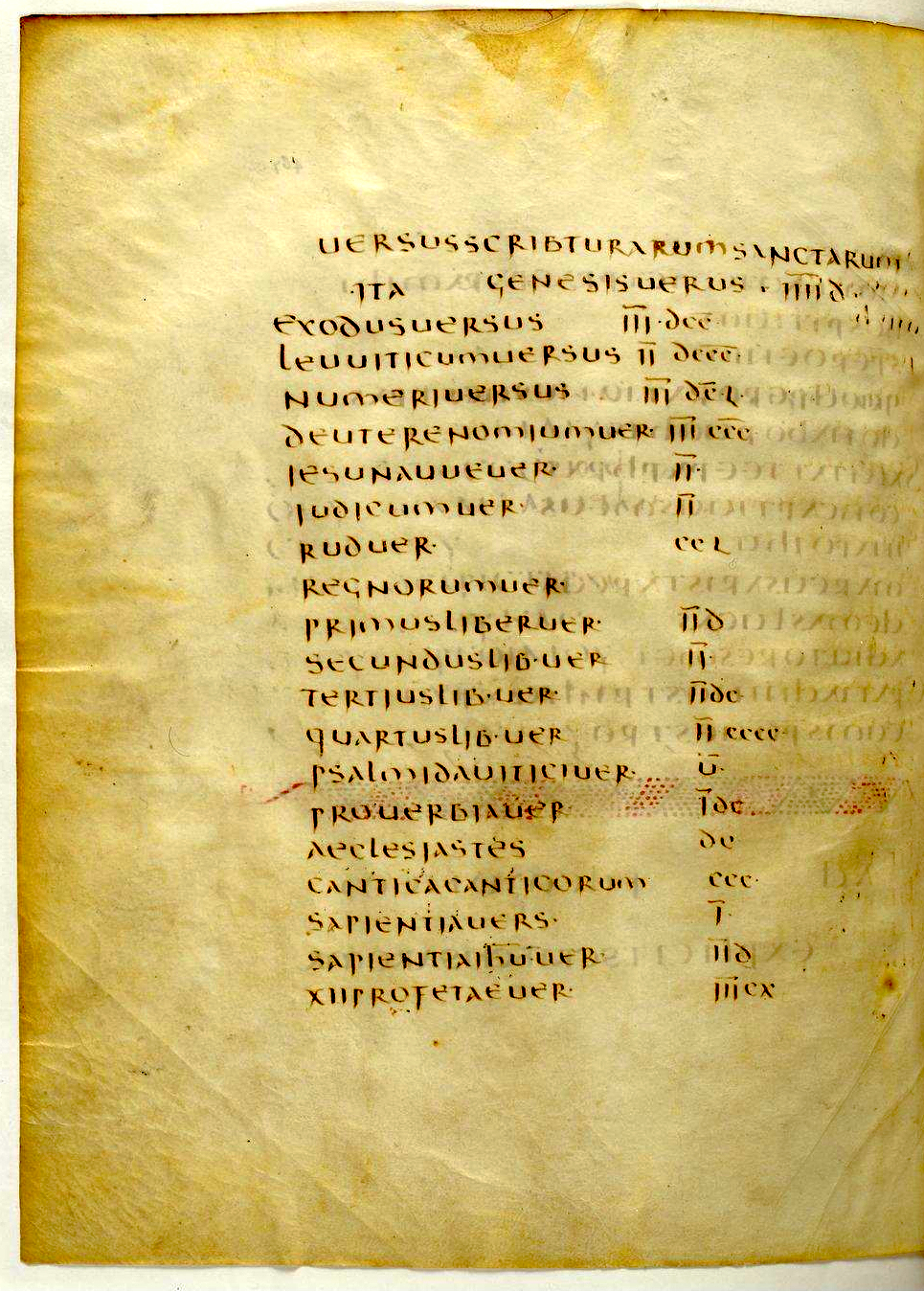
Esempio di sticometria: il Catalogus Claramontanus all'interno dell'omonimo codice

La sticometria è un procedimento atto a calcolare la lunghezza delle opere letterarie classiche: la procedura varia a seconda dell'entità del testo in oggetto; l'utilità di questa procedura era quella di quantificare l'estensione di un'opera, riuscendo così anche a fissare la remunerazione dovuta al copista.

## Applicazione
Per i testi poetici si effettuava secondo il numero dei versi, mentre per quelli in prosa si ricorreva a una misura convenzionale, identificata come il verso esametro di 16 sillabe o di 34-38 lettere. 
Si tratta di un procedimento adottato soprattutto nei manoscritti greci, nei quali si trova una numerazione marginale in centinaia di stichi: più rara era la sua adozione in relazione ai testi latini. 
Per le opere di prosa, e in particolar modo di Demostene, si ricorreva invece ad un altro sistema, chiamato colometria, che consisteva nel dividere il testo in sezioni corrispondenti a periodi di senso compiuto.